# Nikolái Tarabukin

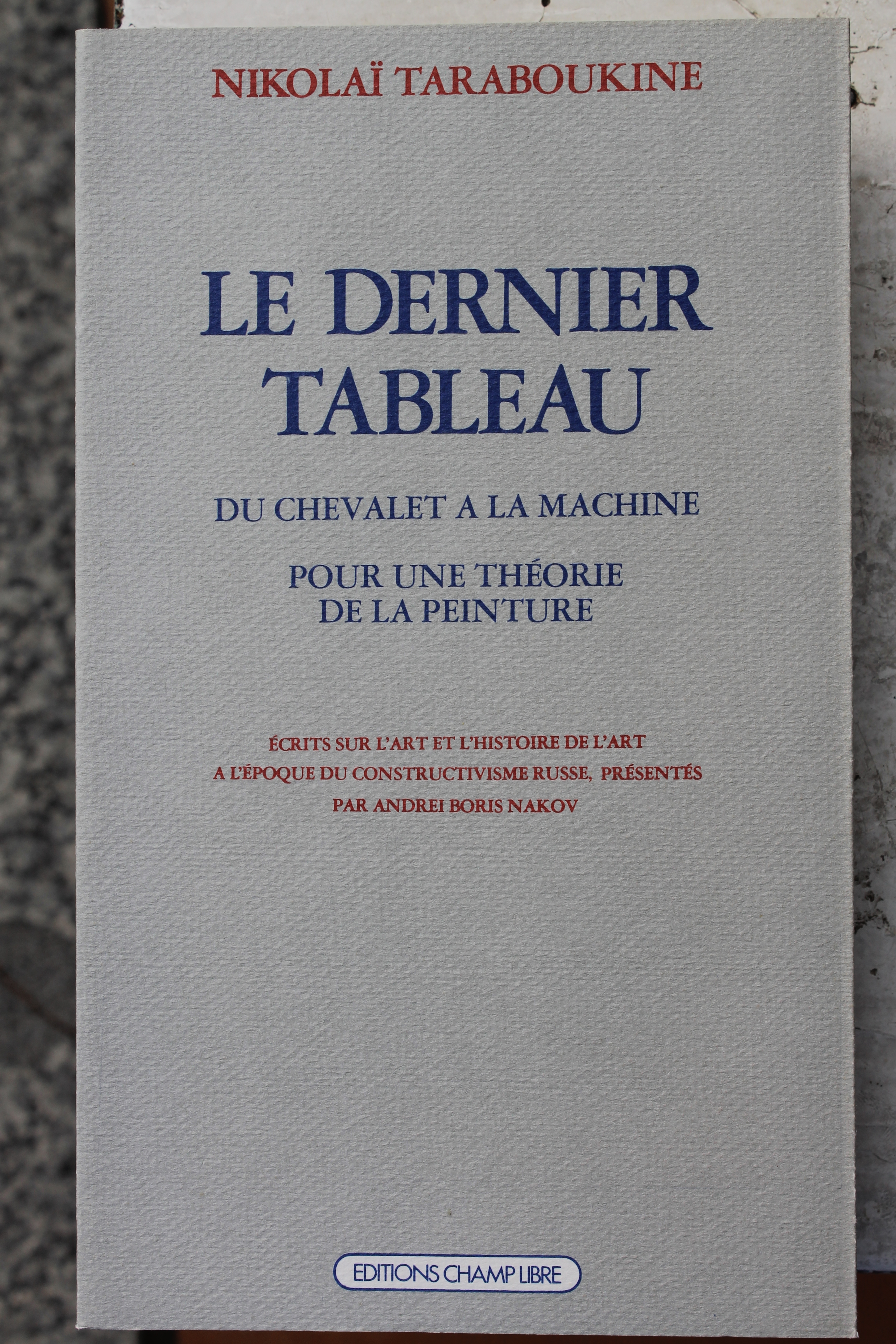
Le Dernier Tableau de Nikolái Tarabukin.

Nikolái Mijáilovich Tarabukin (del ruso: Николай Михайлович Тарабукин)(1889-1956) fue un historiador del arte ruso, especialista del constructivismo ruso.

## Publicación en francés
- Nikolaï Taraboukine, Le Dernier Tableau. Du chevalet à la machine. Pour une théorie de la peinture, textes présentés par Andréi Nakov, traduction du russe par Andréi Nakov et Michel Pétris, éditions Champ Libre, Paris, 1972. Se trata de escritos sobre el arte y su historia en la época del constructivismo ruso. El título se refiere al monocromo de Rodchenko.